# Joaquima Cot i Codony
Joaquima Cot i Codony, coneguda esportivament com a Quima Cot, (Mataró, Maresme, 18 de febrer de 1951) és una jugadora de basquetbol catalana, ja retirada.
Aler, formà part del Club Deportiu Mataró que aconseguí tres títols de Lliga de forma consecutiva entre 1971 i 1974, així com dos subcampionats d'Espanya (1973 i 1974). L'any 1979 va fitxar pel Club Joventut de Badalona, aconseguint l'ascens a la primera divisió el 1982. Internacional amb la selecció espanyola en divuit ocasions, va participar en el Campionat Europeu d'Itàlia de 1974. Entre altres reconeixements, ha sigut distingida com a Històrica del Bàsquet Català per la Fundació de Bàsquet Català l'any 2002.

## Palmarès
- 3 Lligues espanyoles: 1971-72, 1972-73, 1973-74